# ستيف بورتون
ستيف بورتون (بالإنجليزية: Steve Burton)‏ (10 أكتوبر 1982 بكينغستون أبون هال في المملكة المتحدة - ) هو لاعب كرة قدم بريطاني في مركز الظهير. لعب مع نادي أوسترسوند وهال سيتي وNorth Ferriby United A.F.C. ‏ ونادي كيدرمينستر هاريرز لكرة القدم وGreen Gully SC ‏ وGreater Dandenong FC ‏.

## وصلات خارجية
- ستيف بورتون على موقع قاعدة بيانات كرة القدم.إي يو (الإنجليزية)
- ستيف بورتون على موقع Soccerbase.com (لاعب) (الإنجليزية)